# 7 Billion Humans
7 Billion Humans je logická videohra od amerického studia Tomorrow Corporation, která vyšla 23. srpna 2018 pro Microsoft Windows, macOS, Linux a 25. října 2018 pro Nintendo Switch. Hra byla navržena jako pokračování hry Human Resource Machine, hráči v ní řeší hádanky pomocí přesouvání několika datových kostek pomocí lidských pracovníků, přičemž ve hře používají programovací jazyk.

## Hratelnost
Podobně jako ve hře Human Resource Machine mají hráči za úkol vyřešit více než 60 programovacích hádanek, které obvykle zahrnují přesouvání číselných datových kostek za pomoci lidských pracovníků. Úloha může například po hráči požadovat, aby naprogramoval lidi tak, aby seřadili čísla na datových kostkách podle pořadí. Programovací jazyk je podobný jazyku symbolických adres, umožňuje jednoduché smyčky, logiku, ukládání do paměti a výpočty. Stejně jako u jeho předchůdce lze kód upravovat v textové podobě kopírováním a vkládáním.
Stejný program slouží k ovládání všech lidí současně, přičemž umožňuje každému člověku postupovat v rámci projektu podle své individuální logiky na základě jeho aktuálního stavu, například se pohybovat doleva nebo doprava na základě porovnání hodnoty datové kostky, kterou zrovna drží. Lidé budou procházet programem, dokud nebude splněno řešení programu, nebo dokud všichni lidé nedojdou na konec programu a zároveň nebude splněno řešení problému, v takovém případě musí hráč program přepracovat. Hráč může procházet programem a vybrat libovolného jednotlivého člověka a sledovat jeho postup programem pro účely následného ladění.
Jakmile hráč dosáhne funkčního řešení daného problému, hra pak simuluje dalších 25 případů, kdy se změní náhodné faktory (například hodnoty datových kostek), které mohou způsobit selhání programu. V opačném případě je pak hráč hodnocen podle počtu kroků programu a počtu sekund (cyklů), které potřebuje k dokončení programu. Většina úrovní nabízí dva volitelné úkoly, a to překonat průměrné kroky a průměrné sekundy s optimalizací svého programu. 